# クロカワズスゲ
クロカワズスゲ Carex arenicola はカヤツリグサ科スゲ属の植物の1つ。長く匍匐茎を伸ばし、花茎の先端に小さくまとまった花序をつける。

## 特徴
長く匍匐茎を伸ばす多年生の草本。根茎は地下を長く横に伸びる。茎は間を開けて一本ずつ出て、束になることはない。根出葉は幅1-2.5mm。基部の鞘は淡褐色で、繊維に分解する。
花期は5-7月。花茎は硬くてまっすぐに立ち、下部は滑らかだが上の方はざらつく。高さは20-30cm、根出葉と同じか、より高くなる。花序としては同型の小穂が3-7個、花茎の先端に集まって付く。その部分の長さは1.5-3cmほど。なお、小穂の柄はなく、そのために一見では花茎の先端に単一の小穂が付いているようにも見える。小穂の集まりは全体としては狭卵形になり、また小穂の基部から出る苞は目立たない。小穂は全て雄雌性で、つまり先端に雄花、基部側に雌花が付く。小穂の長さは5-8mm。雄花鱗片は暗栗色で、先端は尖るか、短い芒となって突き出る。雌花鱗片も先端が尖るか、あるいは短い芒として突き出る。果胞は長さ3.5-4.5mm、幅1.2-1.5mmで、これは雌花鱗片より長い。概形としては下部が膨らんだ卵形だが、先端は次第に幅が狭くなって長い嘴がある。その口の部分は斜めに切り取ったような形で、基部は海綿状に肥大している。また腹背に扁平で縁には翼状に突き出した鋭い稜があり、その縁はざらつき、また果実が成熟すると反り返り、軸と大きな角度を持つようになる。痩果は果胞に密接に包まれ、形は卵形で、長さ1.5-2mm。柱頭は2つに分かれる。
和名は黒カワズスゲであり、カワズスゲ C. ominata var. monticola に似て、穂の色がより暗い色をしていることによる。

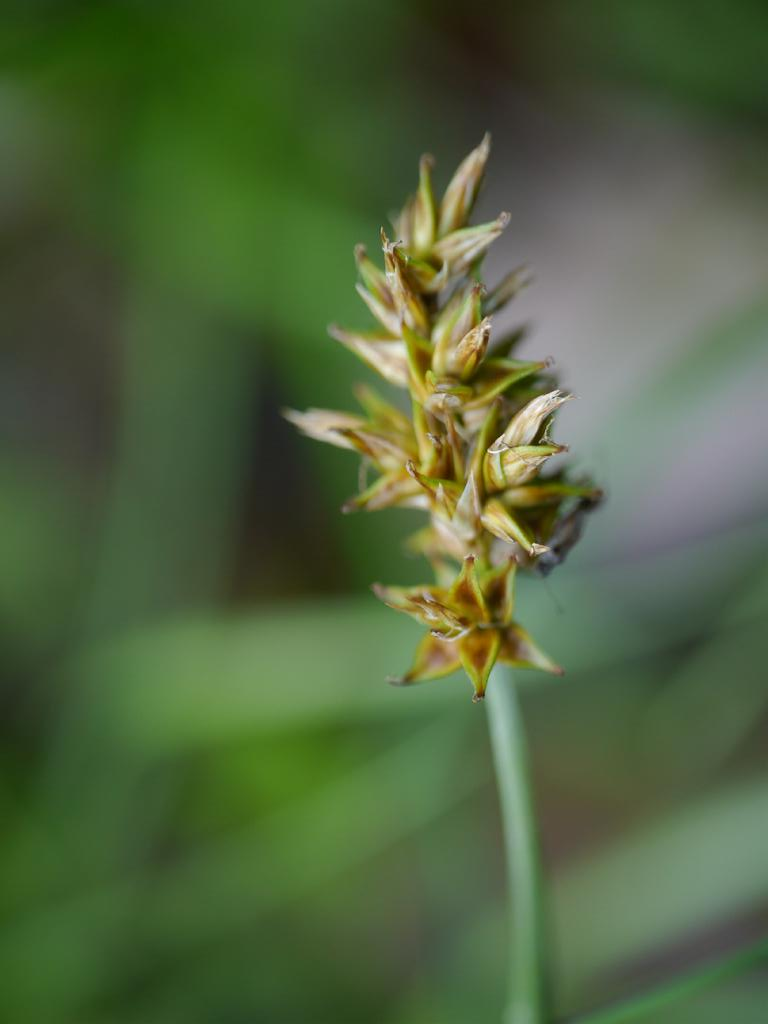
花序部分
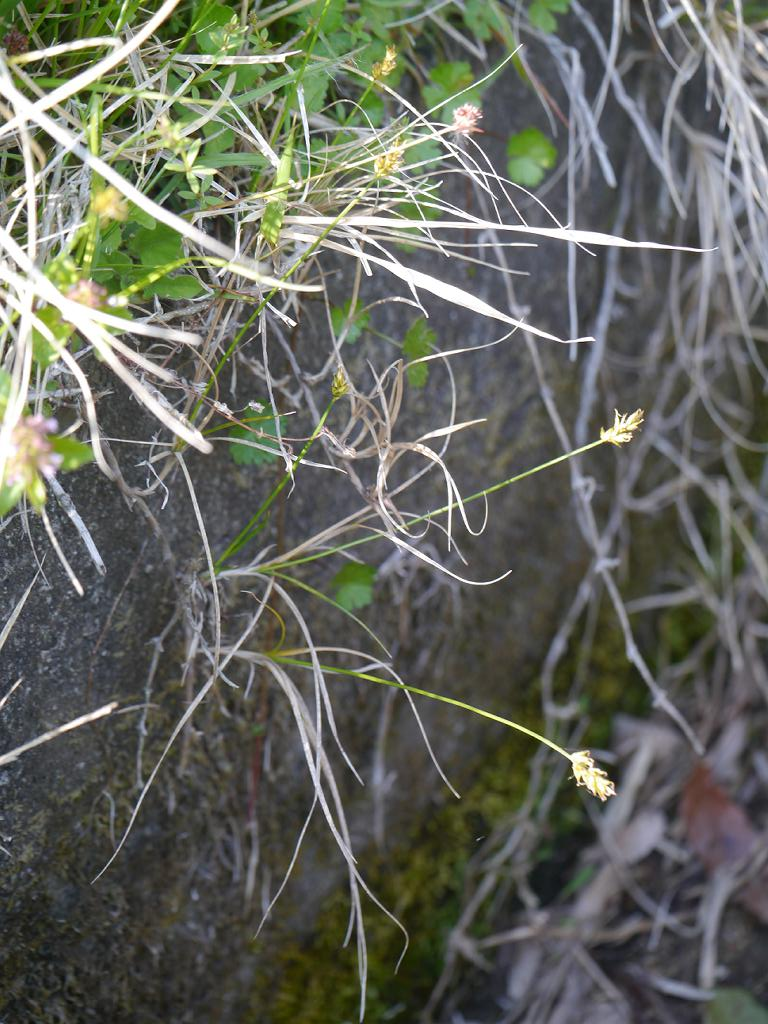
畦に生えていて、溝の方に匍匐茎が伸び出した様子
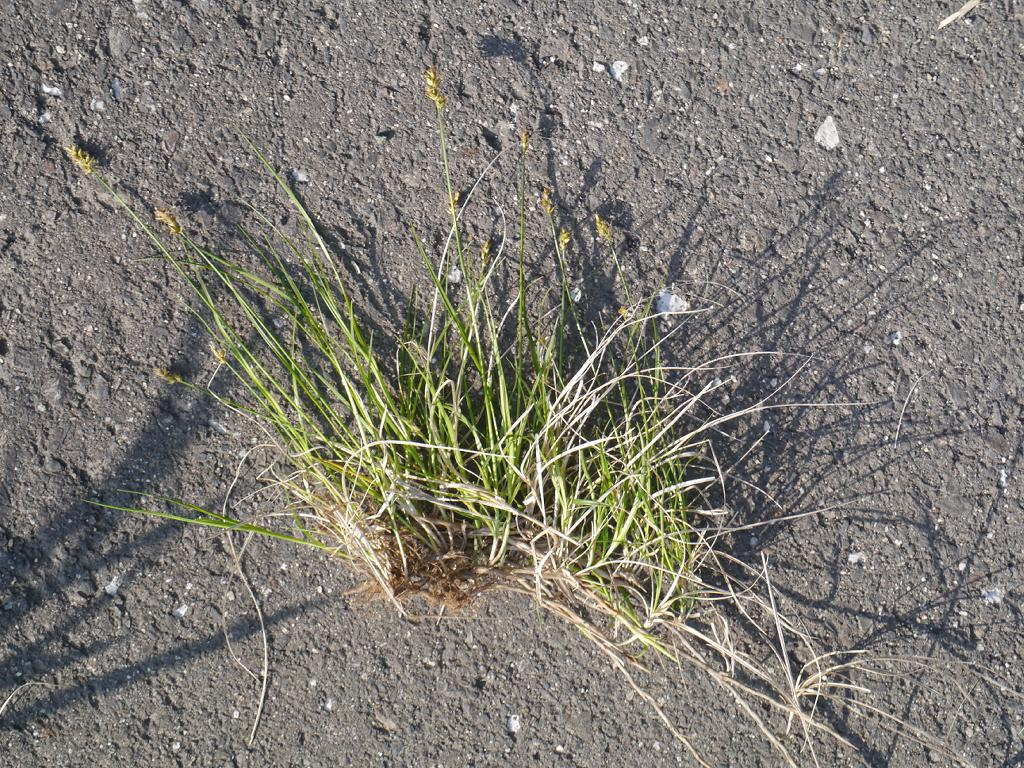
全形先端方向は溝にはみ出し、空中に伸び出していた部分

## 分布と生育環境
日本では北海道、本州、四国、九州から知られる。国外では朝鮮半島、中国北部、サハリン、東ロシアから知られる。
砂質の草地や、時には海岸にも生えるが、カワズスゲとは異なり、湿地には出現しないとの記載もある。が、湿地の周辺には出現し、また平地では水田の畦にも出現することがある。

## 類似種など
よく似たものとしてはアサマスゲ C. lithophila やウスイロスゲ C. accrescence がある。全体によく似ているが、果胞の形はこれらの場合、縁が狭い翼となっている。またカワズスゲは小穂が集中しておらず、また果胞の形も異なる。